# Gerhard Ockenfels
Gerhard Ockenfels (* 26. August 1954) ist ein ehemaliger deutscher Fußballspieler.

## Werdegang
Der Mittelfeldspieler Gerhard Ockenfels begann seine Karriere beim 1. FC Köln. Im Sommer 1975 wechselte Ockenfels zum Zweitligisten SpVgg Bayreuth, wo er sein Debüt am 30. August 1975 beim 3:1-Sieg der Bayreuther beim SSV Reutlingen 05 gab. In der Winterpause der Saison 1977/78 wechselte Ockenfels zum SC Herford, konnte aber den Abstieg der Ostwestfalen am Saisonende nicht verhindern. Es folgte eine Saison beim Amateurverein FSV Saarwellingen, bevor Ockenfels sich im Sommer 1979 dem Zweitligaaufsteiger Röchling Völklingen anschloss und am Saisonende wieder abstieg. 1981 verließ er Völklingen mit unbekanntem Ziel. Gerhard Ockenfels bestritt 71 Zweitligaspiele und erzielte neun Tore, davon 38 Spiele und alle neun Tore für Bayreuth sowie sieben Spiele für Herford und deren 26 für Völklingen.